# 336 (عدد)
 336 هو عدد صحيح، يلي العدد 335 ويسبق العدد 337.

## في الرياضيات

### خصائص
- عدد طبيعي.[3]

- عدد زوجي.[4][5]
- عدد موجب،[6] السالب منه هو - 336.[7]

## في التاريخ
- 336 هـ هي سنة في التقويم الهجري.
- هي سنة  336 م في التقويم الميلادي.

## وصلات خارجية
الأعداد الصاتمة، ديوان اللغة العربية.